# Знаме на Алабама
Знамето на щата Алабама е одобрено със закон 383 на Законодателното събрание на щата на 16 февруари 1895 г.
"Знамето на щата Алабама представлява пурпурночервен андреевски кръст, разположен на бяло поле. Рамената на кръста са с широчина 6 инча (25,40 см) и са разположени диагонално върху флага от ъгъл до ъгъл." (Сб. от закони 1896 г., §3751; Сб. от закони 1907 г., §2058; Сб. от закони 1923 г., §2995; Сб. от закони 1940 г., т. 55, §5.)